# هينينج بودتكر
هينينج بودتكر (بالنرويجية البوكمول: Henning Bødtker)‏ هو محامي نرويجي، ولد في 14 أغسطس 1891 في Svelvik Municipality ‏ في النرويج، وتوفي في 19 نوفمبر 1975.